# Molmassenbestimmung nach Dumas
Über das Verfahren nach Dumas lässt sich ähnlich wie nach dem Verfahren nach Victor Meyer die molare Masse einer verdampfbaren Flüssigkeit bestimmen. Die Methode hat heute allerdings nur noch eine didaktische Bedeutung für den naturwissenschaftlichen Unterricht, z. B. den Chemieunterricht, das Physik- oder Chemiestudium.

## Grundlagen
Unter Anwendung der allgemeinen Gasgleichung für ideale Gase lässt sich aus der Masse und dem Volumen der verdampften Flüssigkeit die molare Masse berechnen.
{\displaystyle p\cdot V=n\cdot R\cdot T}
{\displaystyle p\cdot V={\frac {m}{M}}\cdot R\cdot T}
Löst man diese Gleichung nach der molaren Masse M auf, so gilt:
{\displaystyle M={\frac {m\cdot R\cdot T}{p\cdot V}}}
Hierbei ist m die Masse der Substanz, R die allgemeine Gaskonstante, T die Temperatur des Gasvolumens in Kelvin, p der Druck des Gasvolumens und V das Volumen des Gases.
Mit {\displaystyle R=8{,}314472\;{\frac {\mathrm {J} }{\mathrm {mol\,K} }}} ist die Temperatur T in Kelvin, der Druck p in Pascal und das Volumen V in m3 anzugeben. Die Masse m kann in g oder kg angegeben werden, dementsprechend ist die Einheit für die molare Masse M g/mol oder kg/mol.

## Verfahren
Ein Glaskolben, der eine ausgezogene Glasspitze hat, wird gewogen und danach in einem Heizbad, z. B. Wasser, leicht erwärmt. Danach wird der Kolben dem Heizbad entnommen und die Glasspitze in die zu untersuchende Flüssigkeit getaucht. Beim Abkühlen wird die Flüssigkeit in den Kolben gezogen. Nun wird der Kolben wieder in das Heizbad getaucht, bis die Flüssigkeit vollständig verdampft ist. Danach wird die Glasspitze zugeschmolzen. Nach Entnahme aus dem Heizbad wird der Kolben auf Zimmertemperatur abgekühlt, getrocknet und gewogen. Der Kolben wird danach mit der zugeschmolzenen Glasspitze in Wasser getaucht und die Spitze abgebrochen, wobei sich nun der Kolben durch den Unterdruck (die verdampfte Substanz ist wieder kondensiert) nahezu vollständig mit Wasser füllt. Das genaue Volumen des in den Kolben gezogenen Wassers wird anhand der Dichte des Wassers bestimmt, indem der Kolben erneut gewogen wird.
Zur Auswertung sind folgende Rechenschritte notwendig:
- Das Volumen des Kolbens und damit das Volumen V der gasförmigen Substanz entspricht dem Volumen des Wassers im Kolben.
- Die Masse des leeren Kolbens ergibt sich aus der Differenz des zu Beginn gewogenen Kolbens und der Masse der Luft im Kolben, die sich aus der Dichte der Luft (unter Berücksichtigung von Druck und Temperatur) und dem Volumen ergibt, berechnen.
- Die Masse m der Substanz ergibt sich aus der Differenz des Kolbens nach dem Zuschmelzen und des leeren Kolbens.

Als Druck p wird der Luftdruck genommen, der beim Zuschmelzen herrschte. Die Temperatur T ist die des Heizbades in Kelvin.

## Experimentelle Herausforderungen und Varianten des Verfahrens
Eine experimentelle Herausforderung besteht darin, den optimalen Zeitpunkt für die Versiegelung des Kolbens festzustellen: Diese sollte genau dann erfolgen, wenn aus dem Kolben kein Dampf mehr entweicht. Das Entweichen des Dampfes sollte an der Ausströmöffnung als leichte Schlierenbildung in der Luft sichtbar sein. Der Kolben darf erst verschlossen werden, nachdem diese Schlierenbildung aufgehört hat. Solange noch Flüssigkeit im Kolben ist, ist die Temperatur darin nicht höher als der Siedepunkt der Probensubstanz. Das Verschwinden aller Flüssigkeit kann schwer sichtbar sein, wenn bei guter Benetzbarkeit der Kolbenwand keine Tropfenbildung erfolgt. Wenn sämtliche Flüssigkeit verdampft ist, muss der Dampf noch auf die Temperatur des Bades angewärmt werden. Solange der Dampf weiter erwärmt wird, entweicht noch etwas davon aus dem Kolben, und er sollte nicht verschlossen werden, da sonst die Masse zu hoch ist. Sobald aber kein Dampf mehr entweicht, vermischt sich der Dampf an der Öffnung mit der Umgebungsluft. Wartet man zu lange, wird daher wegen der Verdünnung mit Luft eine zu niedrige Masse gemessen. Unerfahrene Experimentatoren können daher Molmassen mit einem Fehler von 10 % erhalten. Zur Bestimmung des richtigen Versiegelungszeitpunkts wurde daher eine Verbesserung des Verfahrens vorgeschlagen, bei der mit Hilfe eines Thermoelements die tatsächliche Temperatur im Verdampfungskolben gemessen wird. Damit wurde in einem Studentenlabor Molmassen erhalten, die in 80 % der Versuche weniger als 4 % vom wahren Wert abwichen.
Das Abschmelzen des Kolbens ermöglicht einen vollständigen Verschluss bei geringstmöglichem Kolbengewicht, hat aber einen Kostennachteil, da für jeden Versuch ein neuer Kolben verwendet werden muss. Stattdessen können auch Kolben mit Teflonhähnen verwendet werden; diese sind jedoch schwerer, wodurch die genaue Massenbestimmung durch die Differenzbildung etwas ungenauer wird. Ein einfacheres und preiswertes, aber auch relativ ungenaues Verfahren verwendet Erlenmeyerkolben, die mit Alufolie verschlossen werden, in die ein kleines Loch gestochen wird. Für Cyclohexan kann damit ein akzeptables Ergebnis erzielt werden. Für die Bestimmung der Volumina der Erlenmeyer-Kolben wird eine Wasserfüllung mit einem Messzylinder ausgemessen. Dies ist im Vergleich zum Abwiegen schneller, aber auch ungenauer.

## Historisches
Das Avogadrosche Gesetz, auf dem die Bestimmung nach Dumas basiert, war von Amedeo Avogadro 1811 postuliert worden. Jean-Baptiste Dumas berichtete 1832 in seiner Dissertation über seine neue Methode zur Dampfdichtebestimmung, mit der er die Dampfdichten von Quecksilber, Phosphor und Schwefel ermittelt hatte. Die beiden Gutachter Von Dumas’ Arbeit, Louis Joseph Gay-Lussac und Louis Jacques Thénard, erklären in ihrem Bericht, dass nach den von Dumas erhaltenen Dampfdichten Schwefelwasserstoff nur ein Sechstel der Schwefelmenge des Schwefeldampfs enthält und Phosphorwasserstoff nur ein Viertel des Phosphormenge von Phosphordampf. Letzteres entspricht dem, was man aus heutiger Sicht für den weißen Phosphor P4 erwartet. Bei der von Dumas verwendeten Temperatur bestand der Schwefel in der Gasphase vorwiegend aus S6-Molekülen, während die Schwefelkristalle bei Raumtemperatur aus ringförmigen S8-Molekülen aufgebaut sind.
Die verschiedenen Molekülgrößen auch bei Elementen führten zunächst zu Schwierigkeiten, die nach und nach geklärt wurden, insbesondere auch durch Stanislao Cannizzaro. Dennoch etablierte sich Dumas’ Verfahren schnell als Standardmethode der Molmassenbestimmung.